# فالون استیشن (نوادا)
فالون استیشن، نوادا (به انگلیسی: Fallon Station, Nevada) یک سکونتگاه مسکونی در ایالات متحده آمریکا است که در نوادا واقع شده‌است.

## خصوصیات
فالون استیشن ۶٫۴ کیلومترمربع مساحت و ۷۰۵ نفر جمعیت دارد.